# Aston Martin DB9
Aston Martin DB9 – samochód sportowy klasy wyższej produkowany przez brytyjską markę Aston Martin w latach 2003 – 2016.

## Historia i opis modelu

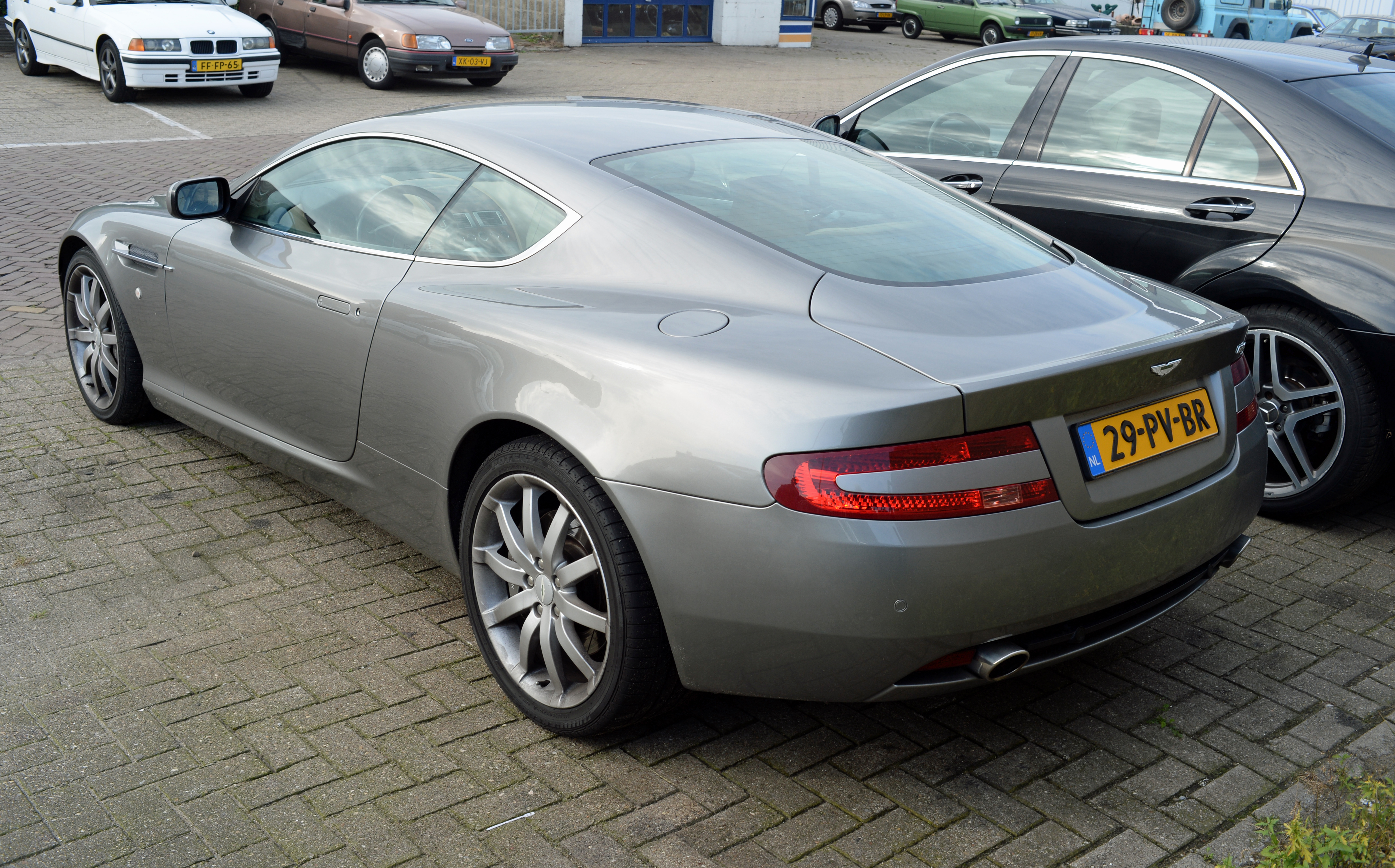
Aston Martin DB9 - tył

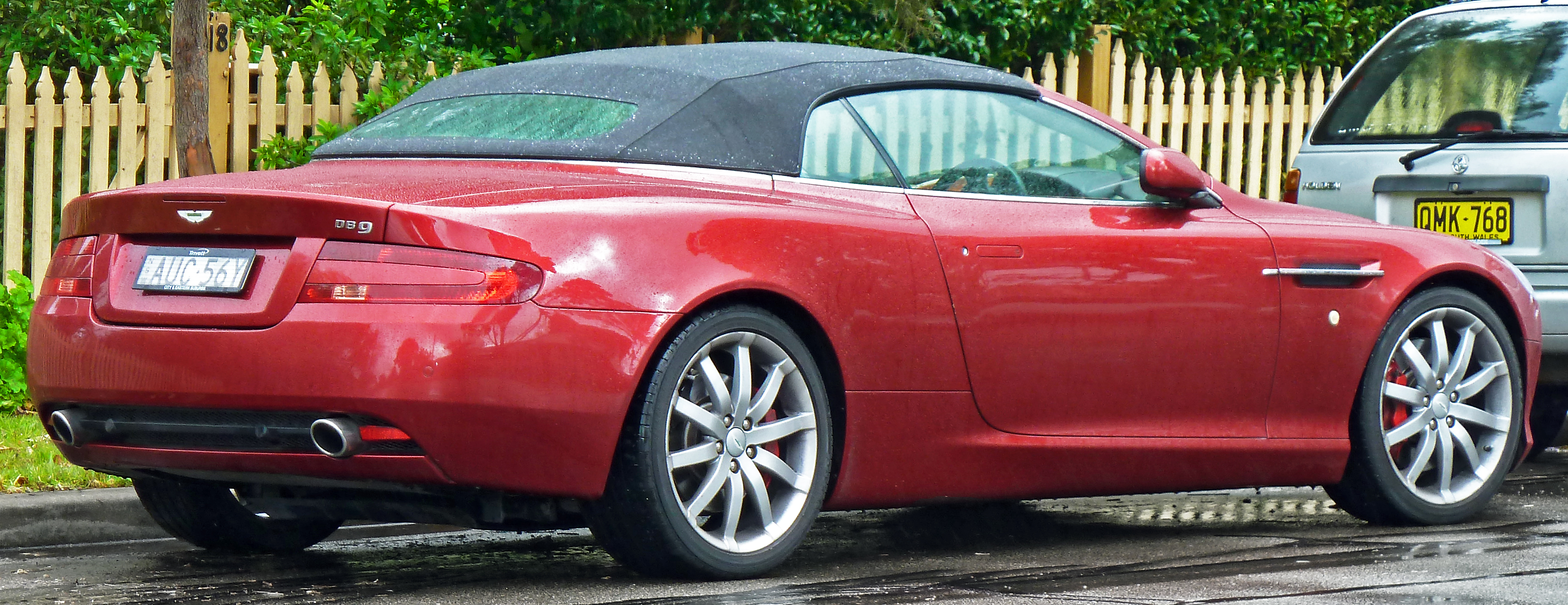
Aston Martin DB9 Volante

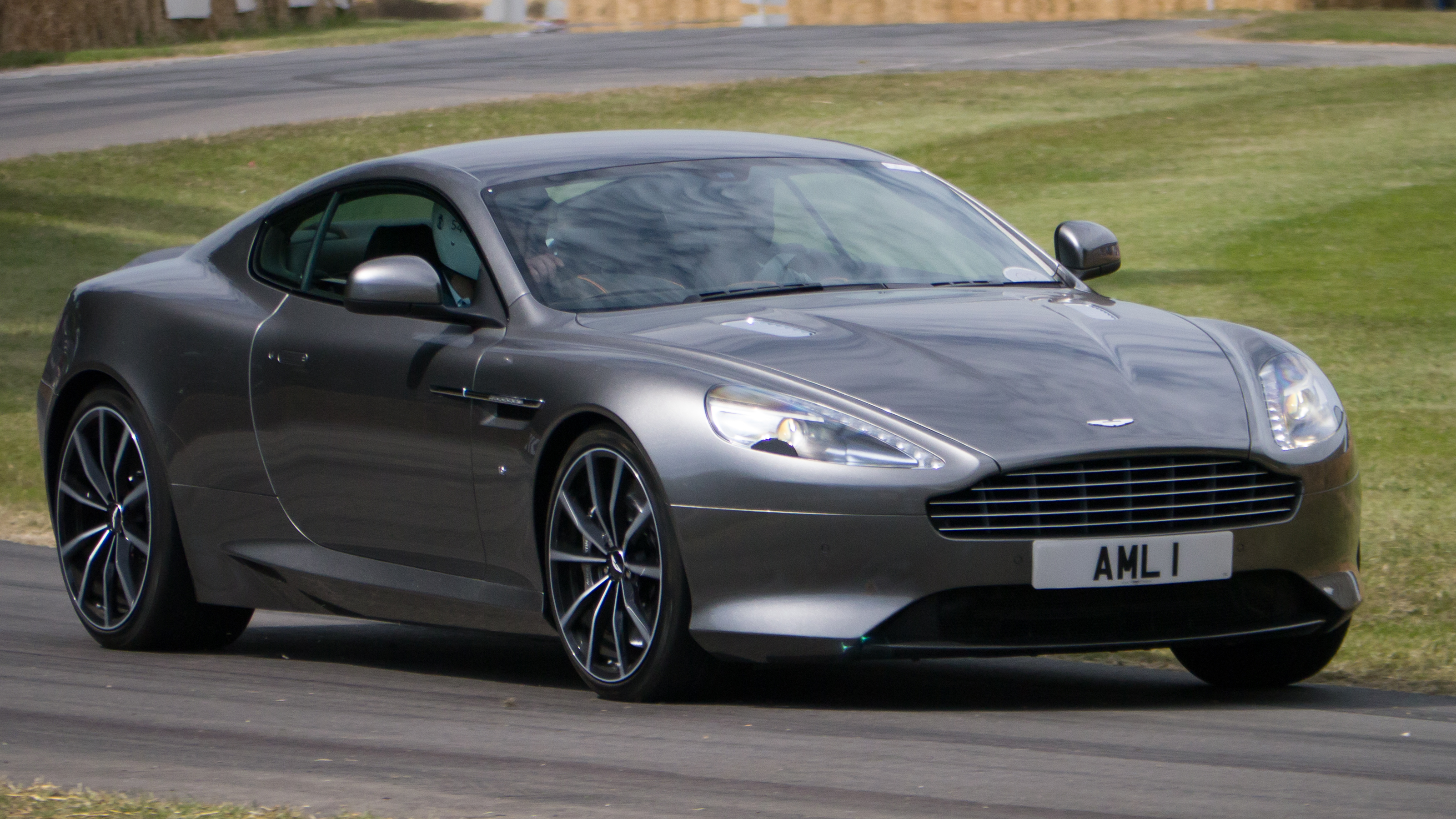
Aston Martin DB9 po liftingu

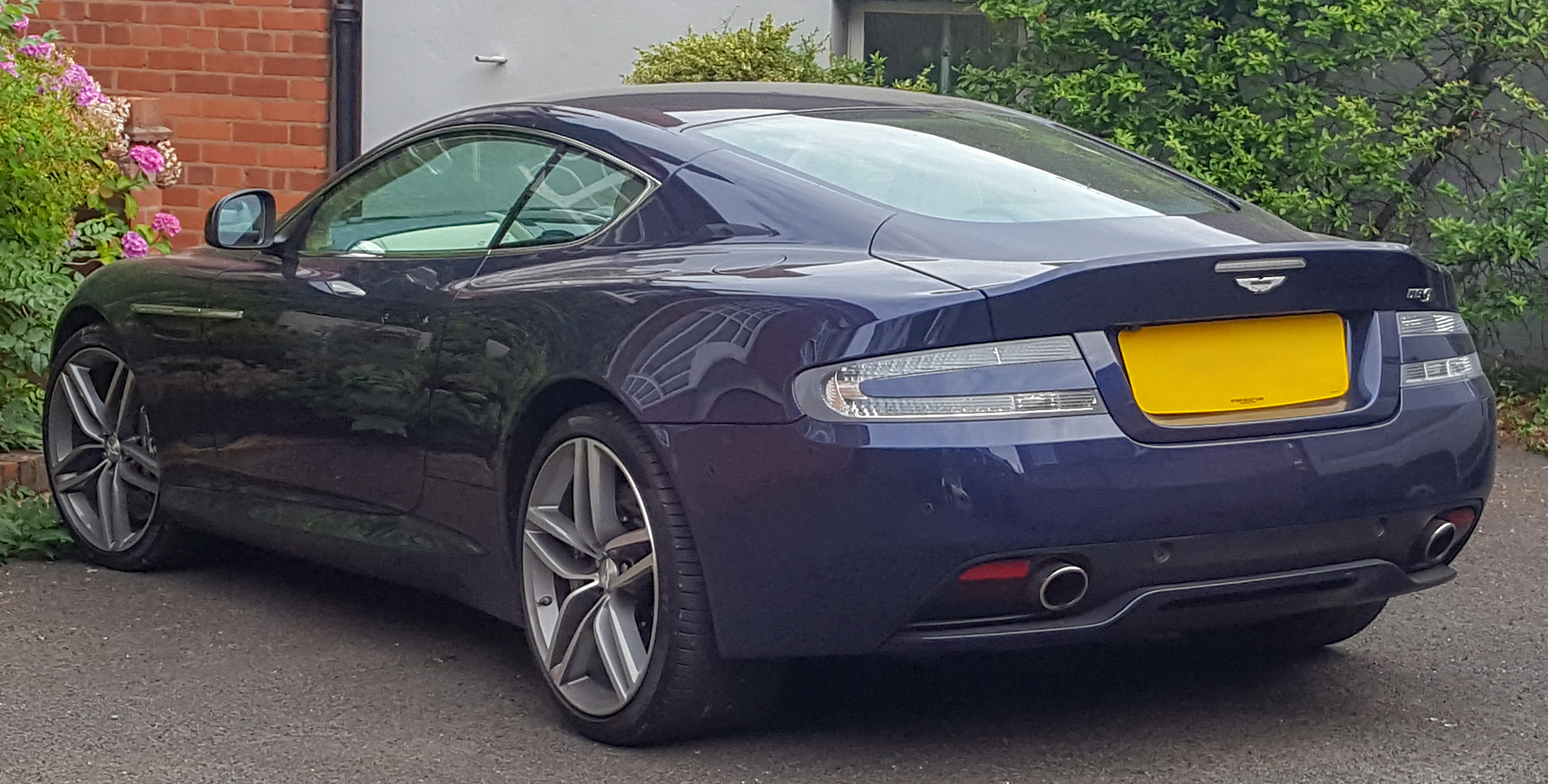
Aston Martin DB9 - tył po liftingu

Od strony techniczno-konstrukcyjnej samochód jest spokrewniony pod względem konstrukcji ramy z modelem V12 Vanquish. Jednocześnie jest to pierwszy samochód, który wykorzystuje zaawansowaną technologię spiekania ramy, VH Platform (Vertical – Horizontal). Rama, zawieszenie i silnik są wykonane z aluminium. Natomiast kolumna kierownicy i
drzwi z magnezu. DB9 ma o 25% mniejszą masę i dwukrotnie większą sztywność od swojego
poprzednika – DB7. Drzwi otwierają się do góry pod kątem 12 stopni. Deska rozdzielcza jest
wykonana w technologii organicznej. Samochód uzyskał rozkład masy 50:50.

### DB9 Volante
DB9 Volante jest to odmiana cabrio modelu DB9. Światowa premiera modelu odbyła się w styczniu 2004 na samochodowym salonie Detroit Motor Show.Pod względem technicznym wersja cabrio nieznacznie odbiega od wersji z dachem. Po naciśnięciu przycisku w około 17 sekund otwiera się elektryczny dach. Dach jest wykonany z kilku warstw materiału, w tym samym kolorze co karoseria. Poprzez zastosowanie składanego dachu spadła pojemność bagażnika do 197 litrów.
Pod koniec kwietnia 2006 roku został zaprezentowany dodatek do DB9 "Sports Pack". Zmniejszenie prześwitu o 6 mm.
Nowe zawieszenie, sprężyny twardsze o 2/3. Nowe 19-calowe felgi z jednego bloku aluminium. Polepszona przyczepność. Pierwsze egzemplarze poprawionego DB9 wyjechały w lipcu 2006 roku.

### Silnik
- V12 5,9 l (5935 cm³), 4 zawory na cylinder, DOHC
- Układ zasilania: wtrysk EFi
- Średnica × skok tłoka: 89,00 mm × 79,50 mm
- Stopień sprężania: 10,9:1
- Moc maksymalna: 476,5 KM (350,5 kW) przy 6000 obr./min
- Maksymalny moment obrotowy: 600 N•m przy 5000 obr./min

### Osiągi
- Przyspieszenie 0-100 km/h: 4,8 s
- Prędkość maksymalna: 306 km/h